# FK Talant
Der FK Talant-DYuSŞ İZVS ist ein kirgisischer Fußballverein aus Kant. Aktuell spielt der Verein in der ersten Liga.

## Geschichte
Der Verein wurde am 9. November 2020 gegründet und startete 2022 in der ersten Liga. In seiner ersten Saison belegte der Verein den vorletzten Tabellenplatz.

## Saisonplatzierung
| Saison | Liga     | Level | Platz | Kyrgyzstan Cup |
| ------ | -------- | ----- | ----- | -------------- |
| 2022   | Top Liga | 1     | 9.    | 1. Runde       |
| 2023   | Top Liga | 1     | 6.    | 1. Runde       |
| 2024   | Top Liga | 1     | 8.    | Halbfinale     |

## Trainerchronik
| Trainer          | Nation                            | von            | bis           |
| ---------------- | --------------------------------- | -------------- | ------------- |
| Adnan Zildžović  | Bosnien und Herzegowina Slowenien | 1. Juli 2004   | 30. Juni 2005 |
| Urmat Abdukaimov | Kirgisistan                       | 1. Januar 2021 | heute         |